# Éric de Brunswick-Grubenhagen
Éric (né vers 1380 – 28 mai 1427) est duc de Brunswick-Lunebourg et prince de Grubenhagen de 1383 à sa mort.

## Éléments de biographie
Éric est le fils d'Albert Ier et d'Agnès de Brunswick-Lunebourg. Il succède à son père à sa mort, en 1383. Du fait de son jeune âge, la régence est exercée jusqu'en 1401 par son oncle Frédéric (mort en 1421), comte d'Osterode et de Hertzberg.
À la mort d'Éric, en 1427, ses deux fils Henri III et Albert II lui succèdent conjointement.

## Union et postérité
Eric épouse le 1/14 juillet 1405 Élisabeth, une fille du duc Othon « le Mauvais » de Brunswick-Göttingen et de Marguerite de Berg. Ils ont quatre fils et cinq filles.
- Agnès (de) (vers 1406 – 18 septembre 1439), abbesse de Gandersheim (1412-1439) ;
- Sophie (vers 1407 – entre le 6 janvier et le 30 avril 1485), sacristine à Gandersheim, puis abbesse de Möllenbeck (1440/41) et de Gandersheim (1452/1467-1485) ;
- Élisabeth (vers 1409 – 4 octobre 1452), épouse Casimir V de Poméranie, puis devient abbesse de Gandersheim (1439-1452) ;
- Marguerite (vers 1411 – après 31 octobre 1456), épouse Simon IV de Lippe ;
- Anne (1415 – 9 octobre 1474), épouse en premières noces Albert III de Bavière (mort en 1460), puis en secondes noces Frédéric III de Brunswick-Calenberg-Göttingen (divorce en 1467) ;
- Henri III (vers 1416 – entre le 27 mai et le 20 décembre 1464), prince de Grubenhagen ;
- Ernest II (III) (vers 1418 – entre le 26 mai et le 20 décembre 1464), prévôt de Saint-Alexandre d'Einbeck (1446) puis chanoine du chapitre de la cathédrale de Halberstadt (1464) ;
- Albert II (1er novembre 1419 – 15 août 1485), prince de Grubenhagen.